# Adaptieve verwachtingen
In de economie betekenen adaptieve verwachtingen dat mensen hun verwachtingen over wat er in de toekomst zal gebeuren vormen op basis van wat er in het verleden is  gebeurd. Als de inflatie bijvoorbeeld hoger is dan in het verleden werd verwacht, zullen de mensen hun toekomstige inflatieverwachtingen bijstellen.
Een simpele versie van adaptieve verwachtingen wordt in de onderstaande vergelijking weergegeven. {\displaystyle p^{e}} is hier de op dit moment verwachte inflatie voor volgend jaar, is {\displaystyle p_{-1}^{e}} de inflatie, die vorig jaar voor het huidige jaar werd verwacht, en is {\displaystyle p} de dit jaar daadwerkelijk gerealiseerde inflatie: 
{\displaystyle p^{e}=p_{-1}^{e}+\lambda (p_{-1}-p_{-1}^{e})}
waar {\displaystyle \lambda } tussen 0 en 1 ligt. Bovenstaande vergelijking laat zien dat de huidige verwachtingen zowel verwachtingen uit het verleden weerspiegelingen als een "fout-correctie"-term, waarin de huidige verwachtingen worden verhoogd (of verlaagd), naargelang de omvang van de kloof tussen de werkelijke inflatie en eerdere verwachtingen groter (of kleiner) wordt. Deze "fout-correctie"-term wordt ook wel "gedeeltelijke aanpassing" genoemd.
De theorie van de adaptieve verwachtingen kan worden toegepast op alle voorgaande perioden, zodat de huidige inflatieverwachtingen gelijk zijn aan: 
{\displaystyle p^{e}=(1-\lambda )\sum _{j=0}^{\infty }(\lambda ^{j}p_{j})}
waar {\displaystyle p_{j}} gelijk is aan de werkelijke inflatie {\displaystyle j} jaren geleden. De huidige verwachte inflatie weerspiegelt dus een gewogen gemiddelde van alle vroegere inflatie, waarbij de gewichten kleiner en kleiner worden naargelang we verder in het verleden raken.
Wanneer er, als gevolg van een stochastische schok, door de economische agenten eenmaal een voorspellingsfout is gemaakt, zullen de economische agenten niet in staat zijn het prijsniveau juist te voorspellen, zelfs als zich geen verdere schokken in het prijsniveau voordoen, dit omdat de agenten altijd slechts een deel van hun voorspelfouten in hun bijgestelde adaptieve verwachting incorporeren. De terugkijkende aard van het formuleren van de verwachting formulering en de daaruit voortvloeiende door de agenten gemaakt systematische (zie spinnenwebtheorema) was onbevredigend voor economen, zoals John Muth, die een cruciale rol speelde in een alternatieve  formulering van hoe verwachtingen worden gevormd, de theorie van de rationele verwachtingen. Deze theorie heeft de theorie van de adaptieve verwachtingen in de macro-economische grotendeels verdrongen, aangezien de aanname van optimaliteit in de theorie van de rationele verwachtingen consistent is met de neoklassieke theorie.